# Битва при Монсе
Битва при Монсе — сражение на Западном фронте Первой мировой войны, часть Пограничного сражения 1914 года. В ходе сражения британский экспедиционный корпус нанёс наступающей германской армии значительные потери, но был вынужден отступить.
Согласно директиве союзного командования, закончив сосредоточение в районе Мобёжа, английская армия, под командованием Джона Френча выдвинулась в направлении Монса. Однако 23 августа 1-я германская армия тоже подошла к этому рубежу и столкнулась здесь со 2-м корпусом англичан (1-й британский корпус так и не успел к сражению). В течение дня германские части форсировали имевшийся здесь канал и заняли Монс. Англичане под натиском превосходящего их противника с утра 24 августа начали отход и к 25 августа отошли на линию Камбре, Ле-Като.

## В культуре
С Монским сражением связана известная медийная легенда Первой мировой войны «Лучники», описанная английским писателем Артуром Мэкеном в газете Evening News от 29 сентября 1914 года. Согласно очерку Мейчена, английские солдаты увидели хрономираж английских воинов-лучников эпохи Столетней войны, поражавших своими стрелами немецких солдат, после чего пошли в наступление и отбросили немцев на некоторое время. Некоторые авторы иронично отмечали, что среди солдат, видевших миражи и шедших в атаку, были и бойцы Чеширского полка. После публикации большое количество солдат и военнослужащих, участвовавших в сражении, писали в газету, что в действительности видели призрачные фигуры, однако большая часть их свидетельств является лишь пересказом того, что ранее поведал Мэкен.
Битве при Монсе посвящён эпизод «Первый день» мини-сериала BBC «Наша мировая война» 2014 года.